# Selaginella strobiformis
Selaginella strobiformis är en mosslummerväxtart som beskrevs av Otto Warburg. Selaginella strobiformis ingår i släktet mosslumrar, och familjen mosslummerväxter. Inga underarter finns listade i Catalogue of Life.